# Кривушев, Константин Валерьевич
Константин Валерьевич Кривушев — гвардии младший сержант Вооружённых Сил Российской Федерации, участник антитеррористических операций в период Второй чеченской войны, погиб при исполнении служебных обязанностей во время боя 6-й роты 104-го гвардейского воздушно-десантного полка у высоты 776 в Шатойском районе Чечни.

## Биография
Константин Валерьевич Кривушев родился 31 мая 1980 года в Коми АССР. Окончил Косланскую среднюю общеобразовательную школу. 23 ноября 1998 года Кривушев был призван на службу в Вооружённые Силы Российской Федерации Удорским районным военным комиссариатом Республики Коми. После прохождения военного обучения был направлен для дальнейшего прохождения службы в 6-ю роту 104-го гвардейского воздушно-десантного полка. Впоследствии получил звание гвардии младшего сержанта и был назначен командиром отделения.
С началом Второй чеченской войны в составе своего подразделения гвардии младший сержант Константин Кривушев был направлен в Чеченскую Республику. Принимал активное участие в боевых операциях. Так, 9 февраля 2000 года при активном участии его отделения было отражено нападение боевиков на колонну автомашин, 16 февраля 2000 года — блокировано бандформирование в Аргунском ущелье. С конца февраля 2000 года его рота дислоцировалась в районе населённого пункта Улус-Керт Шатойского района Чечни, на высоте под кодовым обозначение 776, расположенной около Аргунского ущелья. 29 февраля — 1 марта 2000 года десантники приняли здесь бой против многократно превосходящих сил сепаратистов — против всего 90 военнослужащих федеральных войск, по разным оценкам, действовало от 700 до 2500 боевиков, прорывавшихся из окружения после битвы за райцентр — город Шатой. Вместе со всеми своими товарищами он отражал ожесточённые атаки боевиков Хаттаба и Шамиля Басаева, не дав им прорвать занимаемые ротой рубежи. В том бою гвардии младший сержант Константин Кривушев получил ранение в ногу, но продолжал сражаться, пока не погиб. Погибли также ещё 83 его сослуживца.
Похоронен на кладбище села Кослан Удорского района Республики Коми.
Указом Президента Российской Федерации гвардии младший сержант Константин Валерьевич Кривушев посмертно был удостоен ордена Мужества.

## Память
- Бюст Кривушева установлен в селе Кослан Удорского района Республики Коми[3][4].
- На здании средней школы, где учился Кривушев, установлена мемориальная доска, в самой школе действует уголок памяти десантника[2].